# SN 2003ba
SN 2003ba – supernowa odkryta 21 lutego 2003 roku w galaktyce A123615+6212. W momencie odkrycia miała maksymalną jasność 23,70m.